# Iraquara
Iraquara is een gemeente in de Braziliaanse deelstaat Bahia. De gemeente telt 24.415 inwoners (schatting 2009).